# Snap Judgment
Snap Judgment è un film muto del 1917 diretto da Edward Sloman. Prodotto dall'American Film Company, aveva come interpreti William Russell, Francelia Billington, Harvey Clark.

## Trama
Svegliatosi tardi il giorno del suo matrimonio, James Page si precipita a casa di Marah, la fidanzata. Ma non ci arriva perché si sente in dovere di correre in aiuto di Jed Baldwin, aggredito per strada. James viene arrestato. Quando lo rilasciano, si rende conto che Marah ha annullato il matrimonio. Per consolarsi, parte con Jed per il West. Quando arriva in Arizona, viene scambiato per Pete Rawley, un fuorilegge. Mentre lui si trova in prigione, il vero Rawley rapisce Marah e suo padre che erano andati alla ricerca di James e che ora credono sia proprio lui il loro rapitore. La donna di Rawley fa evadere James, scambiandolo per l'altro, e lo porta al rifugio in montagna dove si trova il vero Rawley. Le due coppie si ricompongono e, mentre Rawley e Phoebe fuggono insieme oltre confine, Marah perdona James

## Produzione
Il film fu prodotto dall'American Film Company.

## Distribuzione
Il copyright del film, richiesto dalla American Film Co., Inc., fu registrato il 5 aprile 1920 con il numero LP14955.

Distribuito dalla Mutual Star Productions (Mutual Film), il film uscì nelle sale cinematografiche statunitensi il 19 novembre 1917. 
La Pathé ne curò una nuova distribuzione sul mercato nell'aprile 1920, presentando il film con il titolo Slam-Bang Jim; alcuni dei personaggi cambiarono nome: Jed Baldwin diventò Sam Baldwin, Phoebe Lind diventò Phoebe Ryan e Marah Manning diventò Muriel Manning.

### Conservazione
Non si conoscono copie ancora esistenti della pellicola che viene considerata presumibilmente perduta.